# 2008 في كوريا الجنوبية
فيما يلي قوائم الأحداث التي وقعت خلال عام 2008 في كوريا الجنوبية.

## سياسة

### تعيين في المنصب
- 25 فبراير – إي ميونغ باك رئيس كوريا الجنوبية.

### انتهاء فترة المنصب
- 24 فبراير – روه مو هيون رئيس كوريا الجنوبية.

## برامج ومسلسلات وأنمي
- ستار كينغ

## كتب
من الكتب التي صدرت هذه السنة في كوريا الجنوبية:
- 1 يناير – أرجوك اعتني بأمي من تأليف كيونغ سوك شين.

## وفيات

### يناير
- 3 يناير – تشوي يو سام (مواليد 1973) ملاكم كوري جنوبي.